# Тагиева, Асья Саттар кызы
Асья Саттар кызы Тагиева (азерб. Asya Səttar qızı Tağıyeva; 1935 — август 2011) — азербайджанский музыкант, известная игрой на народном музыкальном инструменте кануне. Заслуженная артистка Азербайджанской Республики (2009).

## Биография
Асья Тагиева родилась в 1935 году. В детстве, живя в Ереване, посещала хоровой кружок в Доме пионеров. В 1954 году поступила в музыкальную школу. Сначала хотела учиться на вокалиста, но увидев канун, решила играть на этом инструменте и перешла в класс кануна. Позже была приглашена в Государственный ансамбль танца Армянской ССР.
В 1956 году в Москве проходила декада армянского искусства. Выступившая на декаде Тагиева была награждена медалью «За успехи в труде» и удостоена месячной стипендии. Через год на конкурса для участия в Московском всесоюзном фестивале была удостоена диплома I степени и награждена золотой медалью. На самом же фестивале — бронзовой медалью. Представители комиссии из Азербайджана, узнав, что Тагиева — азербайджанка, заинтересовались ею и пригласили её работать в Баку. Тагиева приняла предложение и в 1958 году начала работать солистом Оркестра народных музыкальных инструментов государственного телевидения.
В 1959 году Тагиева участвовала в Москве в декаде азербайджанского искусства. Открытие декады началось сольным исполнением Асьей Тагиевой на кануне мугама «Баяты-Шираз». После окончания декады Тагиеве была вручена «Почётная грамота». В этом же году мугамы «Баяты-Шираз» и «Чахаргях», исполненные Асьей Тагиевой на кануне, были записаны на грампластинку.
После замужества Тагиева также продолжала играть в оркестре. В 1963 году участвовала в концерте деятелей искусства в Болгарии, где вышла на сцену с такими певцами как Муслим Магомаев, Сара Гадимова, Габиль Алиев, Лютфияр Иманов, Сона Асланова. После возвращения стала солисткой Филармонии. Одновременно училась на кафедре театроведения Института искусств. В 1964 году в Кремлёвском дворце Москвы исполнила рапсодию Закира Багирова, написанную для кануна и двух арф. Через год Тагиева также выступила с сольным исполнением в Москве.
Вскоре, в 1965 году (по другим данным — в 1966) в Бакинском музыкальном училище имени Асафа Зейналлы впервые открылся класс кануна и Асья Тагиева стала преподавать там игру на этом инструменте. В 1985 году она открыла класс кануна в Государственной консерватории. Асья Тагиева работала над около 250 произведениями для кануна, написала три брошюры, посвящённые кануну. Студенты Тагиевой преподают в музыкальном колледже и консерватории.
В 2009 году Асья Тагиева указом Президента Азербайджана Ильхама Алиева была удостоена звания «Заслуженная артистка Азербайджана». Скончалась канунистка в августе 2011 года.